# Наукова бібліотека Львівського національного медичного університету імені Данила Галицького
Науко́ва бібліоте́ка Льві́вського націона́льного меди́чного університе́ту і́мені Дани́ла Га́лицького — підрозділ університету, який забезпечує літературою та інформацією його навчальний процес і наукову роботу, надає допомогу в підготовці висококваліфікованих спеціалістів.
Для роботи книгозбірні використовують спеціальну бібліотечну інформаційну систему — ІРБІС-64. 

## Історія
Після виокремлення медичного факультету зі складу Львівського університету його було реорганізовано у Львівський державний медичний інститут з двома факультетами — лікувально-профілактичним і фармацевтичним. 1939 року Наукова бібліотека розпочала свою діяльність як окремий підрозділ Львівського державного медичного інституту.
1 грудня 1939 року з фондів бібліотеки Львівського університету було передано 27 000 томів медичної літератури переважно польською, німецькою, англійською та французькою мовами, які і стали основою фондів.
Перше приміщення бібліотеки знаходилося по вул. Чарнецького, 30.
Після окупації Львова німецькими військами діяльність Львівського державного медичного інституту було призупинено до 20 травня 1942 року, а приміщення бібліотеки переобладнано на шпиталь інфекційних хвороб. Упродовж війни частина бібліотечного фонду була розграбована, спалена та знищена. Її залишки, майже 20 тис. томів, які вдалось врятувати завдяки старанням бібліотечних працівників, залишились збережені та перенесені назад до бібліотеки Львівського державного університету імені Івана Франка.
Під час Другої світової війни Наукова бібліотека Львівського державного медичного інституту разом з іншими бібліотеками вищих навчальних закладів міста Львова, входила в єдину адміністративну систему «Державна бібліотека» (Staatsbibliothek Lemberg).
19 лютого 1940 року, відповідно до Постанови № 196 Ради Народних Комісарів УРСР, бібліотеці було надано статус Наукової та закріплено за нею будинок по вул. 3 Травня, 6 (колишня 17 Вересня, сучасна вул. Січових Стрільців).
Так книгозбірню було перенесено у центральну частину міста до будинку графа Станіслава Генріха Бадені, юриста і мецената, де вона розташована і досі. Будинок, що належав сім'ї графа, споруджено у 1860 році за проєктом архітектора Едмунда Келера (Köhler (Koehler) Edmund). Приміщення будинку декоровано в стилі неорококо. 1941 року фонд бібліотеки збільшився до 35 тис. томів.
20 серпня 1944 року, через місяць після закінчення німецької окупації, відкрив двері для своїх перших відвідувачів загальний читальний зал. Через брак бібліотечного обладнання, яке було знищено під час війни, більшість медичних книг, переважно література до 1939 року польською, німецькою, французькою, англійською мовами, залишалась на зберіганні в фондах бібліотеки Львівського університету імені Івана Франка та була доступною для користування. До Наукової бібліотеки було перевезено лише медичний книжковий фонд читальні «Lectorium», кількістю 639 томів найцінніших та найуживаніших на той час підручників, у тому числі іноземними мовами.
У 1944–1945 рр. Наукова бібліотека отримувала 18 найменувань медичних журналів, 7 наукових та 4 політичні журнали, а також 23 газети українською, польською та російською мовами.
Наукова бібліотека підтримувала тісний зв'язок із Республіканською медичною бібліотекою та Харківською державною медичною бібліотекою, що сприяло збагаченню її фондів. Так, Харківська медична бібліотека передала 4 тис. 281 том літератури медичної та політичної тематики, а також періодичних видань. З власних фондів Наукова бібліотека передала 178 томів медичної літератури польською мовою медичному факультетові, відкритому при університеті у Любліні.
У 1944–1945 роках послугами загального читального залу скористалося 11 258 відвідувачів та його книговидача склала 15 503 примірники книг. Читальний зал періодичної літератури відвідало 4 068 читачів та книговидача становила 3 407 примірників журналів. Абонементом бібліотеки скористалося 7 125 читачів із книговидачею 9 936 примірників. Фондами книгозбірні активно користувалися професорсько-викладацький склад, студенти та інші співробітники медичного інституту, а також лікарі та працівники медичних установ міста та області.
У цей час окремі кафедри мали також свої власні бібліотеки, які були створені та призначені для професорсько-викладацького складу даної кафедри. Комплектувалися вони науковою літературою та спеціалізованими журналами. 1945 року нараховувалося 20 кафедральних бібліотек, книжковий фонд яких становив близько 1 тис. томів на кожну бібліотеку. За розпорядженням директора Наукової бібліотеки Нестора Рудницького, керівниками кафедральних бібліотек були завідувачі кафедр. 1951 року фонд Наукової бібліотеки нараховував 91 144 примірників.
У 1952 році активізується робота міжбібліотечного абонемента та налагоджуються тісні зв'язки з багатьма університетськими та медичними книгозбірнями країни.
У 2001 році Наукова бібліотека медичного університету увійшла до числа бібліотек, які не оподатковуються при міжнародному книгообміні.
З початку своєї діяльності і до наших днів керівниками бібліотеки були кваліфіковані фахівці з високим рівнем освіти та практичним досвідом роботи: Віталій Левицький (1939–1940 рр.), Поліна Ефимівна Сушко (1940 р.), Яніна Францишківна Бергер (1940–1941 рр.), Нестор Романович Рудницький (1941 −1952 рр.), Авраам Гдальєвич Бірман (1952–1961 рр.), Ірина Дмитрівна Іванова (1961–1985 рр.), Наталія Миколаївна Курнат (1985–2011 рр.). 2011 року на посаду директора Наукової бібліотеки Вченою радою Університету була обрана Марта Степанівна Надрага.

## Фонди
Становленню та поповненню книжкового фонду сприяла благодійна підтримка численних меценатів, які дарували бібліотеці видання з власних книжкових колекцій. Вагомий внесок у книгозбірню зробили відомі на той час лікарі та науковці: професор А. С. Юраш, проф. Г. Кадий, проф. Л. Ридигер, проф. В. Сєрадзкі, проф. Ф. Штехер фон Себенітц, проф. В. Зємбіцкі, проф. А. Марс, Р.C. проф. Р. Вайґль, а також Г. Добжанська, Е. Камєнскі, В. Владзімірскі, В. Зайдль, Г. Ковальські, А. Дорнфест, Г. Галлего, Ю. Гаусберг та інші.
Передавали бібліотеці свої книжки і медичні заклади, установи та товариства, серед яких слід відзначити Seminarium Historji i Filozofii Medycyny U. J. K. we Lwowie, Towarzystwo aptekarskie we Lwowie, Zaklad Historji Medycyny U.J.K. we Lwowie, Biblioteka Kliniki dziecięcej we Lwowie, Zaklad farmakologii Uniwersytetu Jana Kazimierza we Lwowie, Akademia Towarzystwa Medikὸw Ẑydowskich we Lwowie, C.K. Krajowy referent spraw zdrowia, Biblioteka Zygmunta Leszczynskiego we Lwowie, Muzeum Historyi Medycyny w Uniwersytecie Jagiellońskim, Towarzystwo Lekarzy Galicyjskich та інші.
Багатогалузевий фонд Наукової бібліотеки нараховує 586 558 одиниць збереження.

### Фонд особливо цінних видань
До особливо цінних та рідкісних видань, які знаходяться у фондах бібліотеки, належать:
- Octavvs Tomvs In Qvo Insvnt Libri Galeno Ascripti: Artis Totivs Farrago Varia : eorum catalogum uerfa pagina oftendet. — Basileae, 1549.
- Dispensatorium pharmaceuticum Austriaco-Viennese, in quo hodierna die usualiora medicamenta secundum artis regulas componenda visuntur. Cum Sacræ Cæfareæ Regiæque Catholicæ Majeftatis privilegio. Sumptibus Collegii Pharmaceutici Viennensis. — 1729.
- Pharmacopoeia augustana renovata, revisa et appendice aliquot medicamentorum selectiorum aucta. — 1734.
- Theden, Johann Christian Anton. Neue Bemerkungen und Erfahrungen zur Bereicherung der Wundarzneykunst und Arzneygelahrheit : Zweiter Theil. — Berlin, 1782.
- Barth, Joseph. Anfangsgründe der Muskellehre. — Wien, 1786.
- Vogel, Samuel Gottlieb. Handbuch der praktischen Arzneywissenschaft Zum Gebrauche für angehende Aerzte : Dritter Theil. — 1791.
- Metzger, Johann Daniel. Kurzgefaßtes System der gerichtlichen Arzneywissenschaft. — Wien, 1811.
- Gąsiorowski, Ludwik. Zbiór wiadomości do historyi sztuki lekarskiej w Polsce od czasów najdawniejszych, aż do najnowszych. Т. 1. — Poznań, 1839.

## Науково-дослідницька діяльність
У 2007 році Наукова бібліотека стала місцем проведення науково-практичної конференції «Медичні бібліотеки України на шляху до суспільства знань», організованої МОЗ України спільно з Національною науковою медичною бібліотекою та Асоціацією бібліотек України. Обговорювались проблеми сучасного стану медичних бібліотек і тенденції їх розвитку на шляху формування суспільства знань, можливості інформаційного забезпечення медицини та фармації, перспективи створення багатофункціональної медичної електронної бібліотеки.
Основними напрямами науково-дослідницької діяльності бібліотеки є пошук та систематизація матеріалів з історії медицини та охорони здоров'я Галичини. Здійснюється пошук літератури про розвиток медицини в Галіції й про вчених (медиків, біологів, фармацевтів), які працювали у XV–XIX ст. Велика увага приділяється вивченню життя та діяльності визначних особистостей, чий творчий шлях збагатив медичну науку. Важливим результатом цієї роботи є створення бібліографічних покажчиків та віртуальних виставок, а також рекомендованих списків літератури. Останніми фундаментальними доробками в цьому напрямку були біобібліографічні покажчики, присвячені Мар'янові Панчишину (до 130-ї річниці від дня народження), Адольфові Беку (до 150-річчя від дня народження) та Тадеушу Вільчинському (до 125-річчя від дня народження).
В рамках договору про співпрацю між ЛНМУ імені Данила Галицького та Академією наук Австрії у 2012 році проводились біобібліографічні дослідження, 8 статей про відомих українських, австрійських, польських вчених опубліковано протягом календарного року в Австрійському біографічному лексиконі — науковому виданні Академії Наук Австрії.

## Структура
Основні відділи бібліотеки:
- Адміністративно-управлінський персонал
- Відділ навчальної літератури

- Відділ комплектування
- Відділ наукового опрацювання літератури
- Інформаційно-бібліографічний відділ
- Відділ абонементів
- Відділ читальних залів
- Відділ автоматизації бібліотечних процесів

## Співпраця
Наукова бібліотека є членом Української бібліотечної асоціації, Arbeitsgemeinschaft für Medizinisches Bibliothekswesen, Arbeitsgemeinschaft der Bibliotheken und Dokumentationsstellen der Ost-, Ostmittel- und Südosteuropaforschung (ABDOS) та партнером ГО «Форуму книговидавців».